# Ophionotum pulchellum
Ophionotum pulchellum är en insektsart som beskrevs av Anufriev 1993. Ophionotum pulchellum ingår i släktet Ophionotum och familjen dvärgstritar. Inga underarter finns listade i Catalogue of Life.